# Comelico Superiore
Comelico Superiore (Cumelgu d Sora in ladino) è un comune italiano sparso di 2 077 abitanti della provincia di Belluno in Veneto, con sede comunale nella frazione Candide, il comune più settentrionale della regione Veneto. Importante Scuola di Sci, Area Superski, Rifugi alpini, Parco delle Tre Cime (Monte Popera), Rifugio Lunelli, Alpi di Sesto e Malghe sul confine austriaco.

## Storia

### Simboli
(Descrizione araldica dello stemma)
(Descrizione araldica del gonfalone)
Lo stemma è stato concesso con regio decreto datato al 10 dicembre 1942; il gonfalone concesso con il Decreto del Presidente della Repubblica datato al 27 luglio 1987.

## Monumenti e luoghi d'interesse
- Chiesa di Santa Maria Assunta a Candide
- Chiesa di San Luca Evangelista a Padola
- Chiesa dei Santi Rocco e Osvaldo a Dosoledo
- Chiesa della Beata Vergine della Salute a Casamazzagno

## Società

### Evoluzione demografica
Abitanti censiti

## Geografia antropica

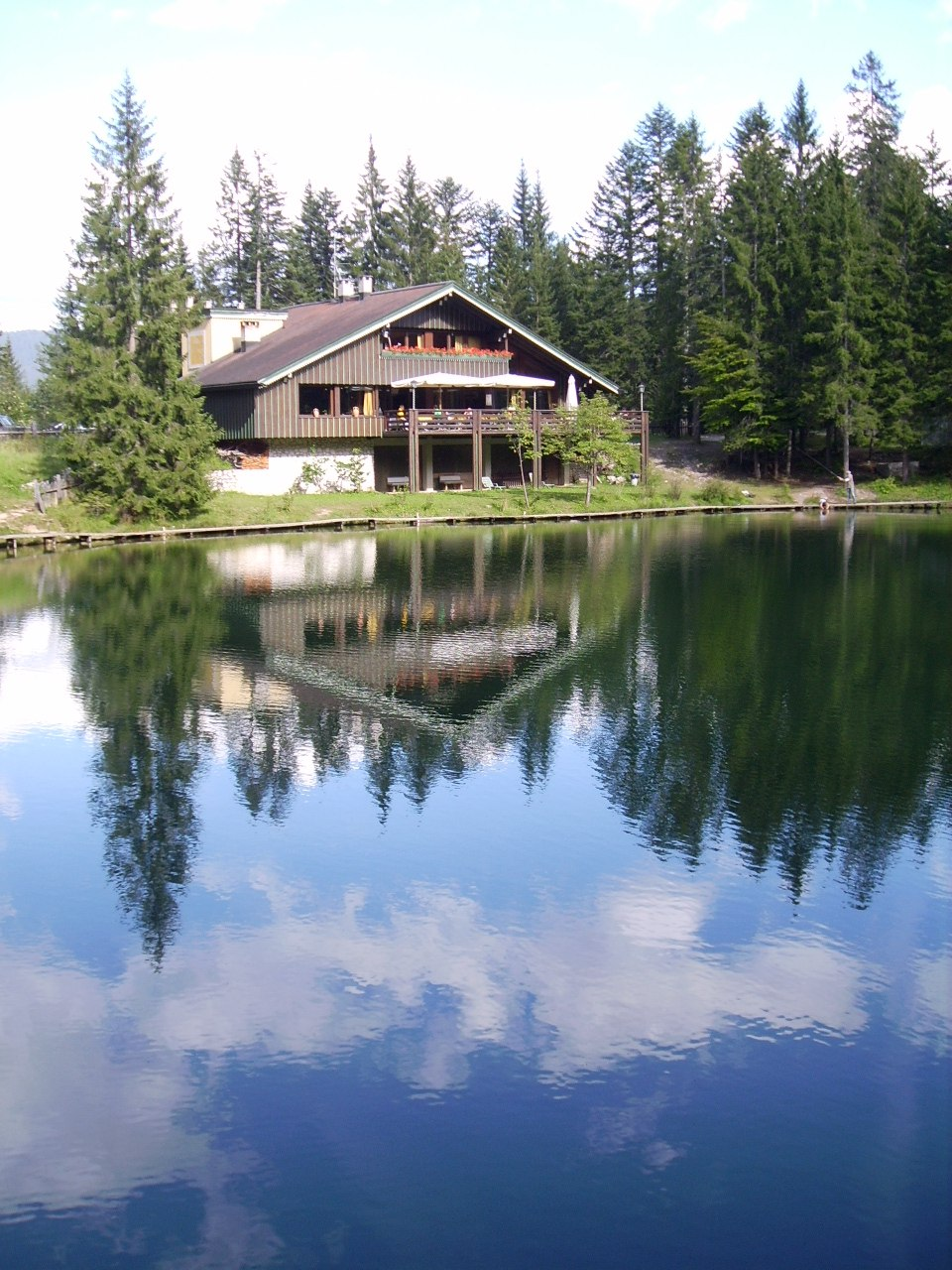
Lago di Sant'Anna

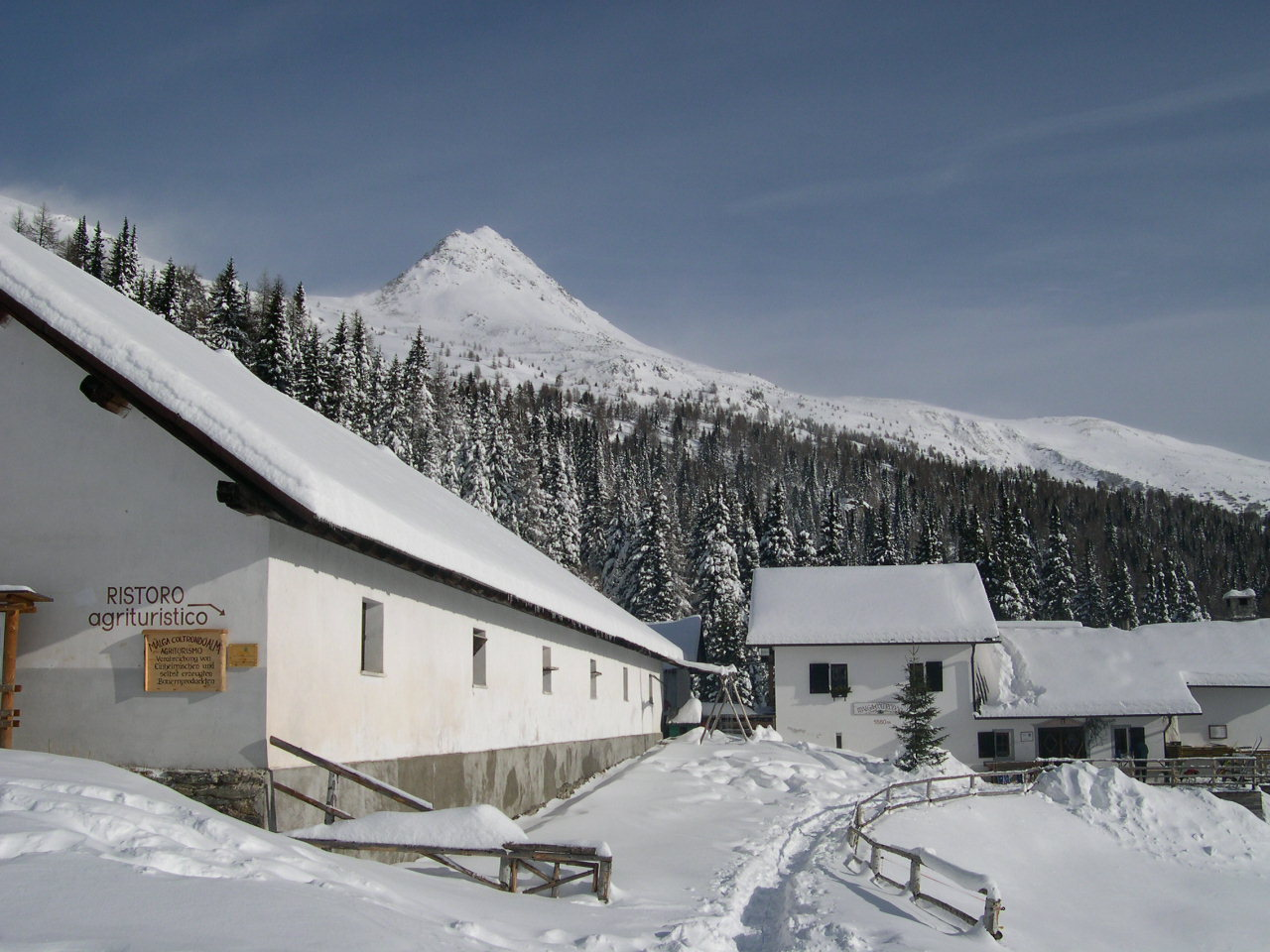
Malga Coltrondo

Comelico Superiore non ha un centro abitato che porta il nome del comune.
Il comune si divide in quattro frazioni:
- Candide, che è la sede comunale
- Casamazzagno
- Dosoledo
- Padola

e in tre borgate:
- Sacco
- Sega Digon
- Sopalù

## Amministrazione
| Periodo        | Periodo        | Primo cittadino           | Partito                            | Carica  | Note   |
| -------------- | -------------- | ------------------------- | ---------------------------------- | ------- | ------ |
| 16 giugno 1985 | 4 luglio 1990  | Achille Carbogno          | DC                                 | Sindaco | [ 10 ] |
| 4 luglio 1990  | 24 aprile 1995 | Gian Franco Festini Cucco | PSI                                | Sindaco | [ 11 ] |
| 24 aprile 1995 | 14 giugno 1999 | Mario Zandonella Necca    | lista civica                       | Sindaco | [ 12 ] |
| 14 giugno 1999 | 14 giugno 2004 | Mario Zandonella Necca    | lista civica                       | Sindaco | [ 13 ] |
| 14 giugno 2004 | 8 giugno 2009  | Luca De Martin Topranin   | lista civica                       | Sindaco | [ 13 ] |
| 8 giugno 2009  | 26 maggio 2014 | Mario Zandonella Necca    | lista civica                       | Sindaco | [ 14 ] |
| 26 maggio 2014 | 27 maggio 2019 | Marco Staunovo Polacco    | lista civica Crediamo nel Comelico | Sindaco | [ 15 ] |
| 27 maggio 2019 | 10 giugno 2024 | Marco Staunovo Polacco    | lista civica Crediamo nel Comelico | Sindaco | [ 16 ] |
| 10 giugno 2024 | in carica      | Marco Staunovo Polacco    | lista civica Crediamo nel Comelico | Sindaco | [ 17 ] |